# Tuberaceae
Tuberaceae is een familie van de Pezizomycetes, behorend tot de orde van Pezizales. Tot deze familie behoort onder andere de truffel (geslacht Tuber).

## Taxonomie
De familie Pezizaceae bestaat uit de volgende geslachten:
- Choiromyces
- Dingleya
- Labyrinthomyces
- Paradoxa
- Reddellomyces
- Tuber (Truffel)